# 三保姫
三保姫（みほひめ、慶長12年（1607年） - 寛永9年1月29日（1632年3月19日））は、岡山藩第2代藩主・池田忠雄の正室。父は徳島藩初代藩主・蜂須賀至鎮。母は小笠原秀政の娘、徳川家康の養女・敬台院。名は三保。法名は芳春院。嫁いだ後に阿波御前と呼ばれた。弟妹に蜂須賀忠英、正徳院（水野成貞正室）がいる。織田信長の玄孫。また徳川家康の玄孫であり、養孫でもある。

## 生涯
阿波国・徳島藩主・蜂須賀至鎮と正室・敬台院の長女として生まれる。その後、岡山藩主・池田忠雄に嫁ぐ。寛永7年（1630年）、忠雄との間に長男・池田光仲（後の鳥取藩初代藩主）を出産。寛永9年（1632年）、次男・池田仲政を出産。
同年、死去。享年26。法号は芳春院殿妙囿日香大姉。墓所は岡山県岡山市にある清泰院。鳥取市の学成寺に没後位牌が安置された。ちなみに同年に夫・忠雄も没した。